# Rosie Bistoquet

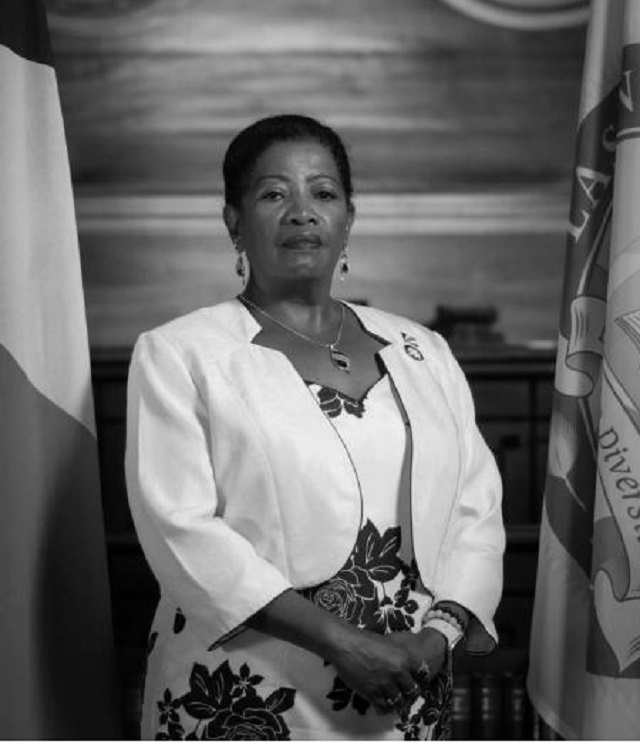
Rosie Bistoquet (2023)

Rosie Bistoquet (geb. 26. Juli 1961; gest. 21. Dezember 2023) war eine Politikerin der Seychellen der Demokratischen Union LDS (Linyon Demokratik Seselwa), die von 2020 bin 2023 Mitglied der Nationalversammlung war.

## Leben
Rosie Bistoquet war nach der Schulausbildung und einer Berufsausbildung seit 1981 als Krankenschwester und Hebamme tätig. Nach Fortbildungen wurde sie Direktorin der Abteilung Familiengesundheit und Ernährung im Gesundheitsministerium sowie Mitglied des Rates für Krankenpfleger und Hebammen (Seychelles Nurses & Midwives Council). In dieser Funktion war sie zuständig für strategische Leitlinien für die Primärprävention von Krankheiten auf den Seychellen durch neun nationale öffentliche Programme in den Bereichen Kindergesundheit, Schulgesundheit, Müttergesundheit, Sexuelle und reproduktive, Jugendgesundheit, HIV-AIDS, Ernährung und erweitertes Programm für Immunisierungs- und Diabetes-Präventionsprogramme. Dabei arbeitete sie eng mit internationalen, bilateralen und multilateralen Partnern bei der Überwachung und Bewertung von Gesundheitsindikatoren zusammen, insbesondere der Weltgesundheitsorganisation (WHO), dem Bevölkerungsfonds der Vereinten Nationen (UNFPA) und dem Entwicklungsprogramm der Vereinten Nationen (UNDP), aber auch mit dem Gemeinsamen Programm der Vereinten Nationen für HIV/Aids (UNAIDS), der Entwicklungsgemeinschaft des südlichen Afrika (SADC) und der Internationalen Atomenergie-Organisation (IAEA).
Sie war die erste Gesundheitsexpertin, die eine integrierte HIV-Umfrage zur biologischen und verhaltensbezogenen Überwachung unter Sexarbeiterinnen entwickelt hat, die in Angola, Mauritius und den Seychellen durchgeführt wurde. Darüber hinaus war sie die erste leitende Forscherin, die auf den Seychellen eine landesweite Bewertung der Körperzusammensetzung bei Kindern mithilfe der Deuterium-Verdünnungstechnik mit stabilen Isotopen durchführte. Als medizinische Fachkraft war sie sieben Jahre lang ehrenamtlich als geschäftsführendes Mitglied der Rotkreuzgesellschaft der Seychellen tätig. Darüber hinaus engagierte sie sich als Vorsitzende der Krankenpflegeorganisation NARS (Nurses Association of the Republic of Seychelles).
Bei den Wahlen vom 22. bis 24. Oktober 2020 wurde Rosie Bistoquet auf der Liste der Demokratischen Union LDS (Linyon Demokratik Seselwa) sogenanntes proportionales Mitglied der Nationalversammlung. Sie war Vorsitzende des Ausschusses für übertragbare Krankheiten, HIV/AIDS und Reproduktive Gesundheit und Reproduktive Rechte (SRHR). Darüber hinaus ist sie Mitglied des Parlamentarischen Frauen-Caucus und des Geschäftsordnungsausschusses. Sie war außerdem Mitglied des Ausschusses für Demokratisierung, gute Regierungsführung und Menschenrechte sowie Vorsitzende des Ständigen Ausschusses für Menschliche soziale Entwicklung und Sonderprogramme des Parlamentarischen Forums der Entwicklungsgemeinschaft des südlichen Afrika.
Sie war Mutter von zwei Kindern und lebte 41 Jahre im Distrikt Pointe La Rue auf der Hauptinsel Mahé.